# Ar Rujum (huyện)
Huyện Ar Rujum là một huyện thuộc tỉnh Al Mahwit, Yemen. Đến thời điểm năm 2003, huyện này có dân số 75708 người